# Ipomoea porrecta
Ipomoea porrecta är en vindeväxtart som beskrevs av Alfred Barton Rendle och Britten. Ipomoea porrecta ingår i släktet praktvindor, och familjen vindeväxter. Inga underarter finns listade i Catalogue of Life.